# Becky Wahlstrom
Becky Wahlstrom (Chicago, Illinois, 25 de abril de 1975 (49 años)) es una actriz estadounidense de cine y televisión.

## Biografía
Cursó sus estudios en la prestigiosa London Academy of Music and Dramatic Art en el Reino Unido y comenzó su carrera ante las cámaras en el año 1992, cuando obtuvo una pequeña participación en la comedia protagonizada por Dolly Parton Straight Talk. A partir de entonces, se la pudo ver en títulos como The Opposite of Sex, la comedia Lucky 13, que estuvo protagonizada por Lauren Graham, Harland Williams y Brad Hunt, The Horror Theater y The Strip.
En televisión, es recordada principalmente por haber interpretado a Grace Polk en Joan of Arcadia, serie en la que estuvo entre el 2003 y el 2005, y tuvo además participaciones como invitada en los programas Charmed, Judging Amy, Strong Medicine, CSI: Crime Scene Investigation, Grey's Anatomy, Bones, Numb3rs, Cold Case, 24 y Mad Men, entre otras.
Otros créditos suyos incluyen papeles en algunos cortometrajes y en cintas filmadas directamente para televisión. Wahlstrom ha trabajado además en varias obras de teatros regionales del área de Los Ángeles.

## Filmografía

### Televisión
- NCIS: Naval Criminal Investigative Service (2011)
- Mad Men (2010)
- 24 (2010)
- Cold Case (2009)
- Numb3rs (2009)
- Saving Grace (2009)
- Women's Murder Club (2008)
- Bones (2008)
- K-Ville (2007)
- Ghost Whisperer (2007)
- Grey's Anatomy (2007)
- CSI: Crime Scene Investigation (2006)
- Strong Medicine (2005)
- Joan of Arcadia (2003-2005)
- Enterprise (2003)
- Judging Amy (2003)
- Charmed (2001-2002)
- C-16: FBI (1998)
- Clueless (1997)

### Cine
- Brightburn (2019)
- The Strip (2009)
- The Horror Theater (2008)
- Lucky 13 (2005)
- The Opposite of Sex (1998)
- Straight Talk (1992)